# Compartiment
Een compartiment is een besloten ruimte binnen een andere ruimte of object, of op een terrein. Gedacht kan worden aan een treincompartiment (besloten ruimte met 4 wanden, ramen en deuren met daarin een tafel en stoelen of banken). Verder wordt compartiment ook wel bij schepen en boten gebruikt en wordt daarbij verwezen naar de verschillende onderdelen en niveaus binnen een schip of boot. Denk hierbij aan het motorcompartiment of de kajuit.
Het woord compartiment wordt daarnaast in de bouwregelgeving gebruikt in het kader van het beperken van uitbreiden van brand, ook wel brandcompartimentering genoemd. Doel is om een verdieping, kamer of ruimte of pand zodanig in te delen in brandcompartimenten dat de brand zich niet buitengewoon groot kan ontwikkelen en zodanig dat de brandweer nog in staat is om een inzet te kunnen plegen.